# 丽莎·卡林顿
丽莎·卡林顿女爵士，DNZM（1989年6月23日—），生于陶朗加，是一名新西兰皮划艇运动员。主攻皮艇竞速。她参加了2012年、2016年和2020年夏季奥运，其中在2012年伦敦奥运获得一枚金牌、2016年里约奥运获得一枚金牌和一枚铜牌、2020年東京奧運獲得三枚金牌，而在2024年巴黎奧運則亦獲得三枚金牌。

## 早年生活
卡林顿生于陶朗加，并在欧霍普海滩（Ohope Beach）长大，她拥有毛利血统。她曾就读于华卡塔尼高中和梅西大学。她的教练是Gordon Walker。

## 运动生涯
2009年6月，卡林顿参加了皮划艇世界杯匈牙利站的比赛，并在女子双人皮艇1000米上获得一枚铜牌2010年5月，她在皮划艇世界杯法国站的比赛中获得同一小项的金牌。
之后卡林顿在2010年大洋洲皮划艇锦标赛上赢得双人皮艇500米和1000米以及四人皮艇500米的冠军。而后，卡林顿和搭档Teneale Hatton在2010年世界輕艇競速錦標賽上闯进A组决赛，成为第一对达成此成就的新西兰运动员，在决赛中她们最终获得第9名。
在匈牙利塞格德举办的2011年世锦赛上，卡林顿赢得了女子单人皮艇200米的冠军，成为史上第一位在皮划艇竞速世锦赛上赢得冠军的新西兰女子运动员，而她也为新西兰争取到了该项目的奥运席位。同年年底，她因为在世锦赛上的出色表现获得了新西兰年度最佳成年毛利族女运动员的荣誉。
2012年8月，卡林顿代表新西兰参加了在英国伦敦举办的第30届夏季奥运。她首先和搭档Erin Taylor在女子双人皮艇500米项目上获得第7名，之后她在女子单人皮艇200米上赢得个人首枚奥运金牌。
伦敦奥运后，卡林顿在2013、2014和2015年世锦赛的女子单人皮艇200米项目上都获得冠军，达成了世锦赛该项目的四连冠。除此之外，她还分别在2013年、2014年和2015年世锦赛的单人皮艇500米项目上获得铜牌、银牌和金牌。
2016年8月，卡林顿赴巴西里约热内卢参加第31届夏季奥运，首先她在女子单人皮艇200米项目上成功卫冕，之后她又获得了女子单人皮艇500米的铜牌。她在里约奥运上的出色表现也让她获选为该届奥运新西兰代表团的闭幕式旗手。
在2017年至2019年世锦赛期间，卡林顿共收获5枚金牌、4枚银牌和1枚铜牌。5枚金牌中有3枚来自于女子单人皮艇200米，她也凭借这一表现达成该项目的七连冠。4枚银牌中全部来自于500米项目，其中有3枚来自于2018年世锦赛。
2021年8月，卡林頓在2020年東京奧運上，達成女子單人皮艇200米項目三連霸，並於女子單人皮艇500米及女子雙人皮艇500米項目斬獲金牌。
2024年8月，繼2020年東京奧運後，卡林頓在2024年巴黎奧運，成功以二連霸之勢衛冕女子單人皮艇500及女子雙人皮艇500米項目的金牌；此外，在四人皮艇500米項目中亦獲得金牌，以連兩屆夏季奧運會皆囊括三枚金牌作收。

## 奖项与荣誉
卡林顿于2012年11月获得新西兰年度最佳毛利族运动员奖以及年度最佳成年毛利族女运动员奖。之后她也因为在皮艇运动上作出不小的贡献而获得新西兰攻绩勋章。2017年，她又获得2016年度哈尔伯格奖年度最佳女运动员奖以及最高奖。
卡林頓在紐西蘭2022新年榮譽中頒授紐西蘭爵級同伴功績勳章（DNZM），以表彰她「對皮艇的貢獻」。